# Cesár Sampson
Cesár Sampson (Linz, Austria, 18 de agosto de 1983) es un compositor, cantante de música electrónica y pop y modelo austriaco.
El 5 de diciembre de 2017 fue elegido de manera interna como el representante de Austria en el Festival de la Canción de Eurovisión 2018 en Lisboa, Portugal. Dos días después, se desveló que la canción con la que competiría por la victoria era «Nobody but You».
Anteriormente, participó como corista y bailarín en la puesta en escena de Bulgaria en el Festival de la Canción de Eurovisión 2016; y, también por Bulgaria, como corista fuera de cámara en la edición de 2017.
En 2018 apareció en Operación Triunfo 2018 con motivo de la gala de Navidad de ese mismo año para interpretar «Nobody but You» con el ganador de esa edición, Famous Oberogo.